# 1-Bromo-octano
1-Bromo-octano ou Brometo de (n-)octil (também octila  ou octilo) é um composto químico do grupo dos haloalcanos alifáticos. É um líquido incolor com odor característico.

## Produção
1-Bromo-octano é produzido pela reação de 1-Octanol com ácido bromídrico.

## Aplicações
1-Bromo-octano é usado como intermediário na produção de 1-Cloro-octano e em síntese orgânica.